# 大昌勃价
大昌勃价（韓語：대창발가，?—?），渤海国宗室大臣。大氏。第一世渤海高王大祚荣之子，武王大武艺之弟。
仁安六年（725年，唐玄宗开元十三年），大蕃奉武王大武艺之命朝贡唐朝，被唐玄宗任命为左威卫员外将军，留侍宿卫。仁安八年（727年，唐玄宗开元十五年），改封襄平县开国男，遣返回渤海国。